# Plaques de matrícula de Hawaii

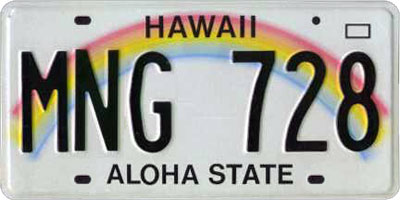
Model actual de matrícula de Hawaii.

Les Plaques de matrícula de Hawaii  es componen des del 1991 d'un sistema de combinació format per una sèrie de tres lletres i tres xifres separades per un espai en blanc (ex. ABC 123) de color negre sobre un fons reflectant blanc amb una imatge gràfica d'un arc de Sant Martí. El nom de l'estat, "HAWAII", apareix en color negre a la part superior juntament amb el lema "ALOHA STATE" centrat a la  inferior. La primera lletra de la combinació indica quin dels quatre comtats, Hawaii, Honolulu, Maui o Kauai, ha emès la placa.
A partir del primer de gener de 2025 van entrar en vigor dues noves llei estatals (lleis HB 1861 i 64 per fer canvis a la HRS 249-9) que exigeixen un canvi en l'ortografia del nom de l'estat com a "HAWAIʻI" per incloure el signe diacrític hawaià, ʻOkina. Aquesta nova llei també exigeix que la ciutat i el comtat d'Honolulu emetin només matrícules amb la nova ortografia.

## Sistema de codificació
Hawaii ja va establir el 1922 un seguit de codis identificatius del comtat d'emissió de la placa de matrícula. Aquests codis, però, han anat canviat al llarg dels anys, sent tant numèrics (períodes 1922-1925 i 1926-1950), com alfabètics (períodes 1940, 1951-1980 i 1981-avui dia).
| Comtat   | Correspon a les illes                                                                 | 1922 - 1925     | 1926 - 1950 | 1940 | 1951 – 1980       | 1981 – avui dia   |
| -------- | ------------------------------------------------------------------------------------- | --------------- | ----------- | ---- | ----------------- | ----------------- |
| Hawaii   | Illa de Hawaii                                                                        | 20-000 - 29-999 | 2           | H    | H, Z              | H, Z              |
| Honolulu | Illa d'Oʻahu i les Illes de Sotavent, excepte l'atol de Midway.                       | 1-001 - 19-999  | 5 - 9       | O    | A,B,C,E,F,N,T,W,X | A-G,J,N,P,R,S,T,W |
| Kauai    | Illes Kauai, Niihau, Lehua i Kaula.                                                   | 40-000 - 49-999 | 4           | K    | K                 | K                 |
| Maui     | Illes Maui, Kahoolawe, Lanai, Molokai (excepte la península de Kalaupapa) i Molokini. | 30-000 - 39-999 | 3           | M    | M, L              | M, L              |

## Història
Hawaii va començar el registre territorial de vehicles a motor el 1912 i les plaques emeses pel territori el 1922. Hawaii es va convertir en el 50è estat dels Estats Units d'Amèrica el 21 d'agost de 1959 i la primera emissió estatal el 1961 va canviar l'eslògan de "ALOHA" a "ALOHA STATE".
Aquestes són les matrícules estàndard emeses per Hawaii des que es va convertir en estat.

### Models de 1922 fins 1952
| Imatge | Data d'expedició | Disseny | Lema       | Combinació utilitzada | Notes |
| ------ | ---------------- | --- | ---------- | --------------------- | --- |
|        | 1922             | Caràcters en relleu de color blanc sobre fons verd fosc. A la dreta "HAWAII" en vertical i "1922" en horitzontal. | Sense lema | 12-345                | Primeres dues xifres indiquen el codi del comtat. La mida de les plaques és de 5 1/2" x 14".                                                                             |
|        | 1923             | Caràcters en relleu de color verd sobre fons blanc. "HAWAII 1923" centrat a baix.                                 | Sense lema | 12345                 | Primeres dues xifres indiquen el codi del comtat. Les mides canvien a 6 3/4" x 12 3/4".                                                                                  |
|        | 1924             | Caràcters en relleu de color vermell sobre fons blanc. "HAWAII 1924" centrat a dalt.                              | Sense lema | 12345                 | Primeres dues xifres indiquen el codi del comtat. Canvi de mides a 6 3/4" x 14".                                                                                         |
|        | 1925             | Caràcters en relleu de color negre sobre fons carabassa. "HAWAII 1925" centrat a baix.                            | Sense lema | 12345                 | Primeres dues xifres indiquen el codi del comtat. |
|        | 1926             | Caràcters en relleu de color blanc sobre fons verd. En vertical "HAWAII" i "1926" a l'esquerra.                   | Sense lema | 12345                 | Nou sistema de codificació. La primera xifra indica el codi del comtat. Canvi de mides a 6" x 14".                                                                       |
|        | 1927             | Caràcters en relleu de color negre sobre fons platejat. "HAWAII 1927" centrat a baix.                             | Sense lema | 12-345                | La primera xifra indica el codi del comtat. Canvi de mides a 6" x 12 3/4".                                                                                               |
|        | 1928             | Caràcters en relleu de color carabassa sobre fons negre. "HAWAII 1928" centrat a baix.                            | Sense lema | 12-345                | La primera xifra indica el codi del comtat. |
|        | 1929             | Caràcters en relleu de color groc sobre fons blau. "HAWAII 1929" centrat a dalt.                                  | Sense lema | 12-345                | La primera xifra indica el codi del comtat. |
|        | 1930             | Caràcters en relleu de color blanc sobre fons vermell. "HAWAII 1930" centrat a baix.                              | Sense lema | 12-345                | La primera xifra indica el codi del comtat. |
|        | 1931             | Caràcters en relleu de color blanc sobre fons negre. "HAWAII 1931" centrat a dalt.                                | Sense lema | 12-345                | La primera xifra indica el codi del comtat. |
|        | 1932             | Caràcters en relleu de color groc sobre fons verd. "HAWAII 1932" centrat a baix.                                  | Sense lema | 12-345                | La primera xifra indica el codi del comtat. |
|        | 1933             | Caràcters en relleu de color vermell sobre fons carabassa. "HAWAII 1933" centrat a dalt.                          | Sense lema | 12-345                | La primera xifra indica el codi del comtat. Canvi de mides a 6 1/4" x 13".                                                                                               |
|        | 1934             | Caràcters en relleu de color blanc sobre fons blau. "HAWAII 1934" centrat a baix.                                 | Sense lema | 12-345                | La primera xifra indica el codi del comtat. |
|        | 1935             | Caràcters en relleu de color negre sobre fons groc daurat. "HAWAII 1935" centrat a dalt.                          | Sense lema | 12-345                | La primera xifra indica el codi del comtat. |
|        | 1936             | Caràcters en relleu de color blanc sobre fons verd. "HAWAII 1936" centrat a baix.                                 | Sense lema | 12-345                | La primera xifra indica el codi del comtat. |
|        | 1937             | Caràcters en relleu de color blau sobre fons verd fosc blanc. "HAWAII 1937" centrat a dalt.                       | Sense lema | 12-345                | La primera xifra indica el codi del comtat. |
|        | 1938             | Caràcters en relleu de color groc sobre fons negre. "HAWAII 1938" centrat a baix.                                 | Sense lema | 12-345                | La primera xifra indica el codi del comtat. |
|        | 1939             | Caràcters en relleu de color blanc sobre fons blau. "HAWAII 1939" centrat a dalt.                                 | Sense lema | 12-345                | La primera xifra indica el codi del comtat. |
|        | 1940             | Caràcters en relleu de color negre sobre fons groc. "HAWAII 1940" a baix desplaçat a la dreta.                    | Sense lema | A1234                 | Nou sistema de codificació. La lletra indica el codi del comtat. |
|        | 1941             | Caràcters en relleu de color vermell sobre fons gris. "HAWAII 1941" centrat a dalt.                               | Sense lema | A1234                 | La lletra indica el codi del comtat. |
|        | 1942-45          | Caràcters en relleu de color blanc sobre fons negre. "HAWAII 1942" centrat a baix.                                | Sense lema | A1234                 | La lletra indica el codi del comtat. Revalidada pel 1943, 1944 i 1945 amb adhesius al parabrisa, degut a la preservació de metall per a la Segona Guerra Mundial.        |
|        | 1946             | Caràcters en relleu de color negre sobre fons blanc. "HAWAII 1946" centrat a dalt.                                | Sense lema | A1234                 | La lletra indica el codi del comtat. |
|        | 1947             | Caràcters en relleu de color blanc sobre fons verd. "HAWAII 1947" centrat a baix.                                 | Sense lema | A1234                 | La lletra indica el codi del comtat. |
|        | 1948             | Caràcters en relleu de color negre sobre fons groc daurat. "HAWAII 1948" centrat a dalt.                          | Sense lema | A1234                 | La lletra indica el codi del comtat. |
|        | 1949             | Caràcters en relleu de color groc sobre fons negre. "HAWAII 1949" centrat a baix.                                 | Sense lema | A1234                 | La lletra indica el codi del comtat. |
|        | 1950             | Caràcters en relleu de color negre sobre fons groc daurat. "HAWAII 1950" centrat a dalt.                          | Sense lema | A1234                 | La lletra indica el codi del comtat. |
|        | 1951             | Caràcters en relleu de color groc sobre fons negre. "HAWAII 51" centrat a baix.                                   | Sense lema | 1A-123 A 123 A-1234   | Nou sistema de codificació. La lletra indica el codi del comtat. Al comtat d'Honolulu el prefix s'incrementa d'1A a 5A, 1B a 5B, etc. Canvi de mides a 6 1/8" x 12 3/4". |
|        | 1952             | Caràcters en relleu de color negre sobre fons groc daurat. "HAWAII 52" centrat a dalt.                            | Sense lema | 1A-123 A 123 A-1234   | La lletra indica el codi del comtat. |

### Models de 1953 fins avui dia
El 1956, el Canadà i els Estats Units d'Amèrica van arribar a un acord amb l'Associació Americana d'Administradors de Vehicles de Motor, l'Associació de Fabricants d'Automòbils i el Consell Nacional de Seguretat en que es concretava una mida única de les plaques de vehicles de passatgers a 150 mm per 300 mm (6 per 12 polzades), amb forats per poder-les muntar espaiats 180 mm (7 polzades), tot i que les dimensions o poden variar lleugerament segons la jurisdicció. Hawaii adopta aquestes mides el mateix any 1956.
Des del 1969, totes les plaques de matrícula de passatgers de Hawaii han presentat un forat de muntatge rodó a la part superior dreta i ranures horitzontals a les altres tres cantonades. Aquesta irregularitat és per acomodar l'adhesiu de matrícula anual a la cantonada superior dreta de la placa del darrere.
| Imatge | Data d'expedició | Disseny | Lema                          | Combinació utilitzada       | Notes |
| ------ | ---------------- | --- | ----------------------------- | --------------------------- | --- |
|        | 1953-56          | Caràcters en relleu de color groc sobre fons negre. "HAWAII" a baix desplaçat a l'esquerra. | Sense lema                    | 1A-123 A-123 A-1234 1A-1234 | La lletra indica el codi del comtat. Validada anualment amb una pestanya metàl·lica (de mides 1 1/4" x 3") enganxada a la cantonada inferior dreta de la matrícula davantera: 1953 (alumini llis), 1954 (negre sobre groc), 1955 (vermell sobre blanc) i 1956 (negre sobre groc). |
|        | 1957-60          | Caràcters en relleu de color blanc sobre fons vermell. "HAWAII" centrat a baix | "ALOHA" centrat a dalt.       | 1A-123 A-123 A-1234 1A-1234 | La lletra indica el codi del comtat. Validada anualment amb adhesius al parabrisa: 1957 (vermell sobre blanc), 1958 (daurat sobre verd), 1959 (negre sobre groc), 1960 (blanc sobre blau). Primera placa de mides estàndard de 6x12 polzades. |
|        | 1961-68          | Caràcters en relleu de color blanc sobre fons verd fosc. "HAWAII" centrat a dalt. | "ALOHA STATE" centrat a baix. | A-1234 1A-1234 K-12345      | La lletra indica el codi del comtat. Validada anualment amb adhesius al parabrisa: 1961 (blanc sobre verd, 1962 (vermell sobre groc amb el logotip del guerrer hawaià de l'Oficina de Turisme de Hawaii), 1963 (groc sobre vermell amb el logotip del guerrer) 1964 (negre sobre daurat), 1965 (blanc sobre blau), 1966 (blanc sobre verd), 1967 (groc sobre vermell), 1968 (negre sobre daurat). |
|        | 1969-75          | Caràcters en relleu de color negre sobre fons groc. "HAWAII" centrat a dalt i "69" gravat a la cantonada superior dreta. | "ALOHA STATE" centrat a baix. | A-1234 1A-1234 K-12345      | La lletra indica el codi del comtat. |
|        | 1976-80          | Caràcters en relleu de color blau sobre fons reflectant blanc amb imatge gràfica en rosa del rei Kamehameha I i Diamond Head. "HAWAII" centrat a dalt, "76" a la cantonada superior dreta i un hibiscus vermell a l'esquerra. | "ALOHA STATE" centrat a baix. | A-1234 1A-12345             | La lletra indica el codi del comtat. |
|        | 1981-90          | Caràcters en relleu de color marró sobre fons reflectant blanc amb imatge gràfica d'un bust de guerrer al centre. "HAWAII" centrat a dalt i "81" a la cantonada superior dreta.                                               | "ALOHA STATE" centrat a baix. | ABC 123                     | La primera lletra indica el codi de comtat. S'afegeixen noves lletres al comtat de Honolulu. |
|        | 1991-avui dia    | Caràcters en relleu de color negre sobre un fons reflectant blanc amb una imatge gràfica d'un arc de Sant Martí. "HAWAII" centrat a dalt.                                                                                     | "ALOHA STATE" centrat a baix. | ABC 123                     | La primera lletra indica el codi de comtat. Es calcula que l'afegit de noves lletres poden allargar aquest model uns 15 anys. A partir del gener de 2025, s'ha afegeix el signe diacrític ʻOkina al nom de l'estat. |

## Altres tipus

### Personalitzades
Hawaii té regulat per llei l'emissió de plaques personalitzades prèvia aprovació i que compleixin un seguit de requisits com són:
- Que pot tenir una combinació de sis caràcters entre lletres i xifres.
- Que un espai es compta com un caràcter. Es permet un guionet a més de la combinació de sis caràcters. No es permeten altres signes de puntuació.
- Que el govern de la ciutat i comtat de Honolulu tenen el dret de regular el que es pot escriure en una matrícula.
- Que estan prohibides les frases que inclouen paraules o connotacions de naturalesa sexual, obscena, profana o vulgar, o relacionades amb funcions excretores o parts íntimes del cos.

La personalització de matrícules no està disponible per a les plaques de vehicles elèctrics, plaques especials de Hawaii, i plaques d'organitzacions o de veterans.

### Especials
Hawaii ofereix la possibilitat d'escollir entre 17 dissenys diferents de matrícules especials on els propietaris poden mostrar aquest suport o afiliació a una organització educativa, benèfica o a diverses causes tant locals com nacionals.
El model de placa especial "Polynesian Voyaging" emès per Hawaii va ser escollida la Millor Placa del 2022 per Associació de Col·leccionistes de Matrícules d'Automòbils (ALPCA) per una àmplia majoria de 796 punts, tot i tenir 19 contrincants més. Aquesta és la primera vegada que Hawaii guanya aquest premi.

### Govern del comtat
Els vehicles del comtat utilitzen una modificació del model dels vehicles de passatgers amb una combinació numèrica de quatre xifres amb les inicials "C&C" (per City and County of Honolulu), "CofH" (per County of Hawwaii), "CofM" (per County of Maui), "CofK" o "CK" (per County of Kauai) al davant.

### Motocicletes
Les motocicletes utilitzen el mateix model de placa que els vehicles de passatgers però amb la combinació invertida on la primera lletra és una "X" (ex. 123 XAB).

### Camions
Els camions utilitzen el mateix model de placa que els vehicles de passatgers però amb la combinació invertida on la primera lletra és una "T" (ex. 123 TAB).

### Trailer
Els trailers utilitzen el mateix model de placa que els vehicles de passatgers però amb la combinació invertida on la primera lletra és una "W" (ex. 123 WAB).

### Autobús
Els autobusos utilitzen el mateix model de placa que els vehicles de passatgers però amb la combinació formada per la paraula "BUS" i tres xifres (ex. BUS123) on les xifres corresponen a la unitat del vehicle.